# Kylie Travis
Kylie Travis (* 27. April 1970 in London) ist eine australische Schauspielerin und ehemaliges Fotomodell.

## Leben und Karriere
Obwohl in London geboren, zog Travis schon früh mit ihren beiden jüngeren Schwestern und ihren Eltern nach Australien, der eigentlichen Heimat ihrer Eltern. Sie war während der High-School-Zeit ein gefragtes Fotomodell und arbeitete für verschiedene Model Agenturen in Paris, London und New York City, wo sie nebenbei Schauspielunterricht nahm.
Travis ist mit dem Immobilien-Magnaten Louis R. Cappelli, für den sie die Schauspielerei aufgegeben hat, verheiratet.

## Filmografie (Auswahl)
- 1992: Night Eyes – Blicke in den Abgrund (Eyes of the Beholder)
- 1992: Renegade – Gnadenlose Jagd (Renegade, Fernsehserie, 1 Folge)
- 1994–1995: Models Inc. (Fernsehserie, 29 Episoden)
- 1995–1996: Central Park West (Fernsehserie, 19 Episoden)
- 1997: Retroactive
- 1998: Sanctuary
- 1998: Gia – Preis der Schönheit (Gia, Fernsehfilm)
- 2001: Ed – Der Bowling-Anwalt (Ed, Fernsehserie, 1 Folge)